# Anomala semicuprea
Anomala semicuprea är en skalbaggsart som beskrevs av Ohaus 1916. Anomala semicuprea ingår i släktet Anomala och familjen Rutelidae. Inga underarter finns listade i Catalogue of Life.